# Merlijn (De Rode Ridder)
Merlijn is een personage uit de stripboeken rond de Rode Ridder. Hij is gebaseerd op de mythische tovenaar Merlijn.
Merlijn is een wijze tovenaar en de waarzegger aan het hof van Koning Arthur, hij kan probleemloos de toekomst voorspellen. Door deze speciale krachten heeft hij zijn vrienden meermaals van een gewisse dood kunnen redden. Door deze krachten in dienst van het goede te stellen is hij vijand nummer een voor al wat slecht is.
Merlijn speelt in heel wat verhalen een belangrijke rol. Hij is dan ook het meest gebruikte nevenpersonage in de Rode Ridder stripreeks.